# رباط جورب
رِباط الجورب أو حِمالة الجورب هو قطعة من الملابس التي ترتديها النساء لتثبيت الجوارب النسائية، يمكن أن يكون قطعة مطاطية مزخرفة عادة تثبت حول الفخذ أو أن يكون على شكل حزام يثبت حول الخصر تتدلى منه حباسات وملاقط لتشبك بأعلى الجورب.
يعد ارتداء أربطة الجوارب من الموضة التي شاعت في القرن العشرين وما قبله، ولا تزال مستخدمة لحد الآن.

## معرض صور

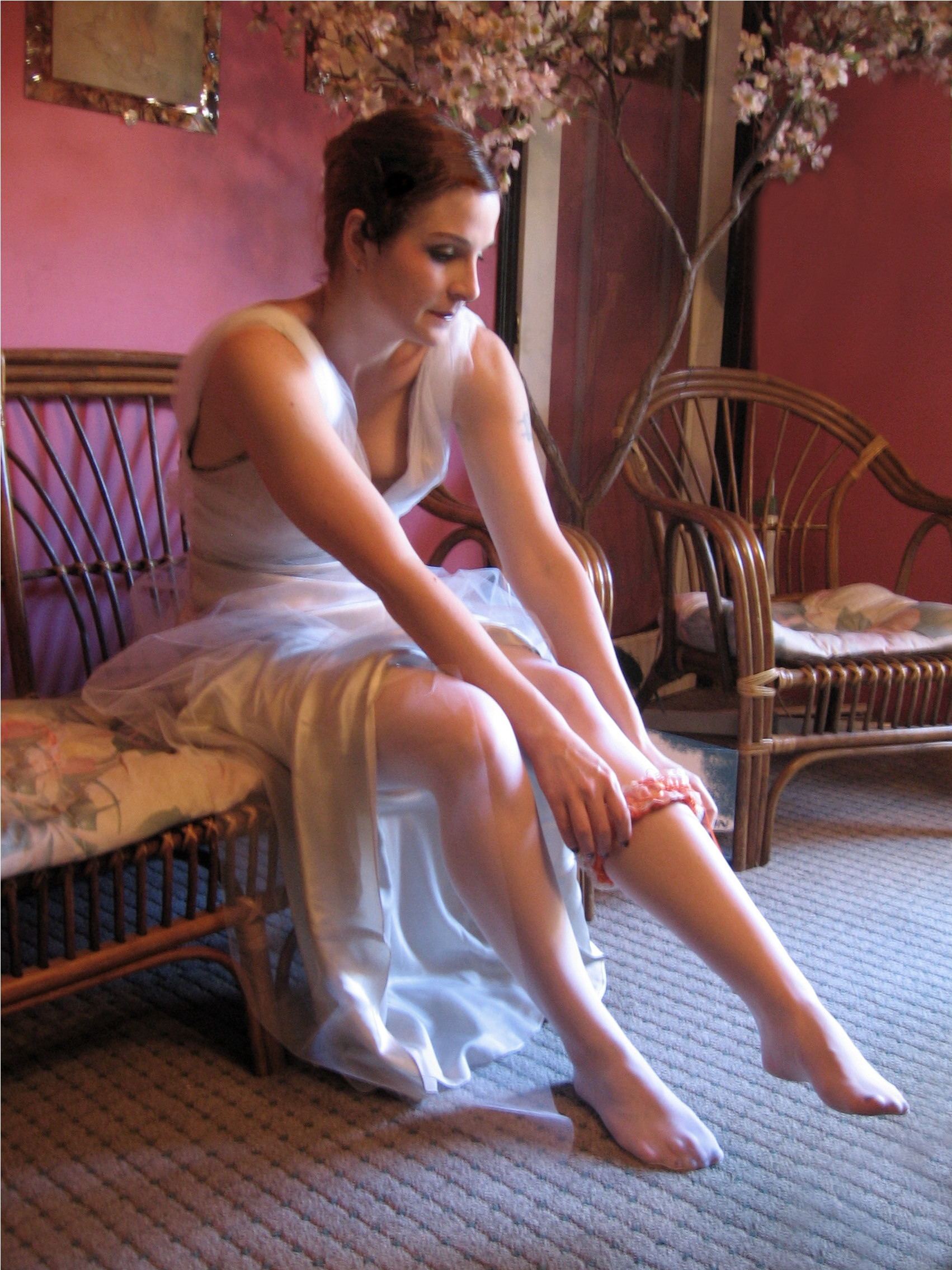
رباط جورب من قطعة واحدة.
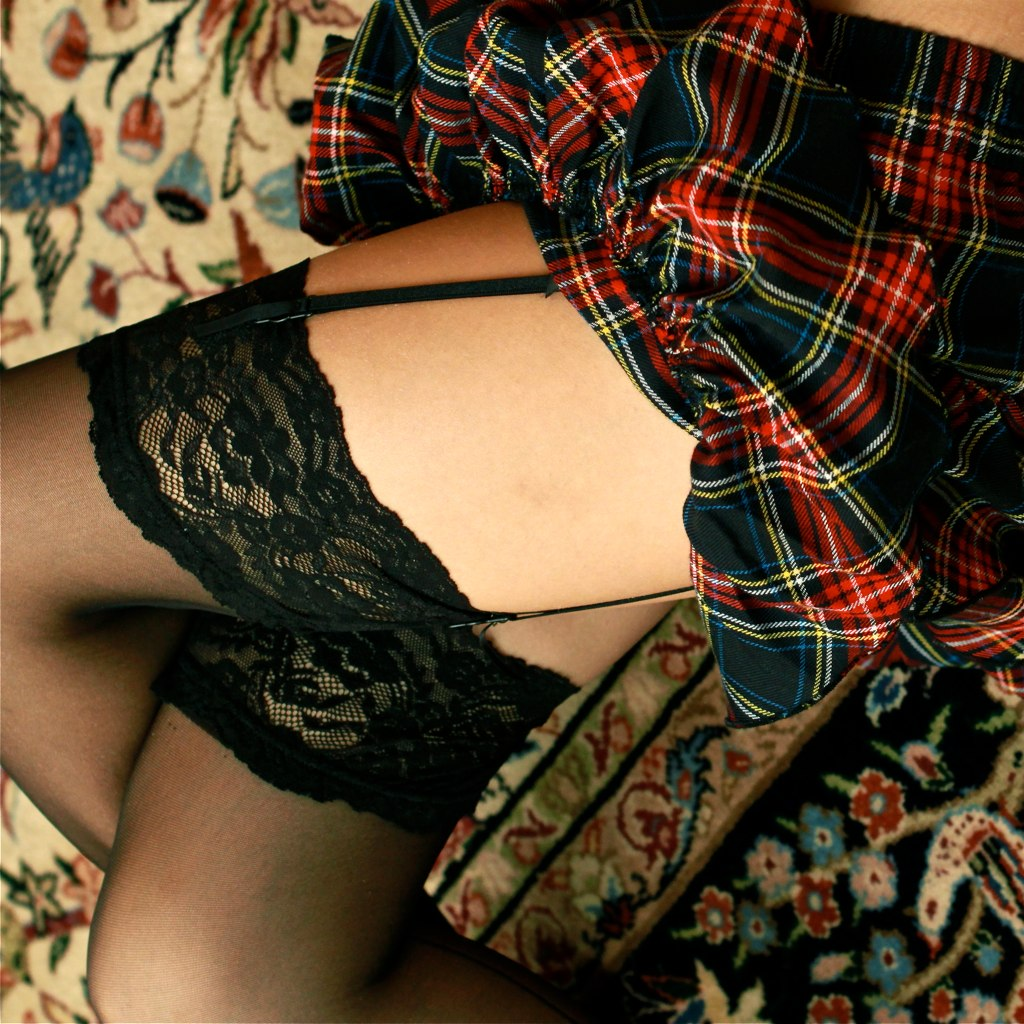
رباط للجوارب أسفل حزام.